# Плуг

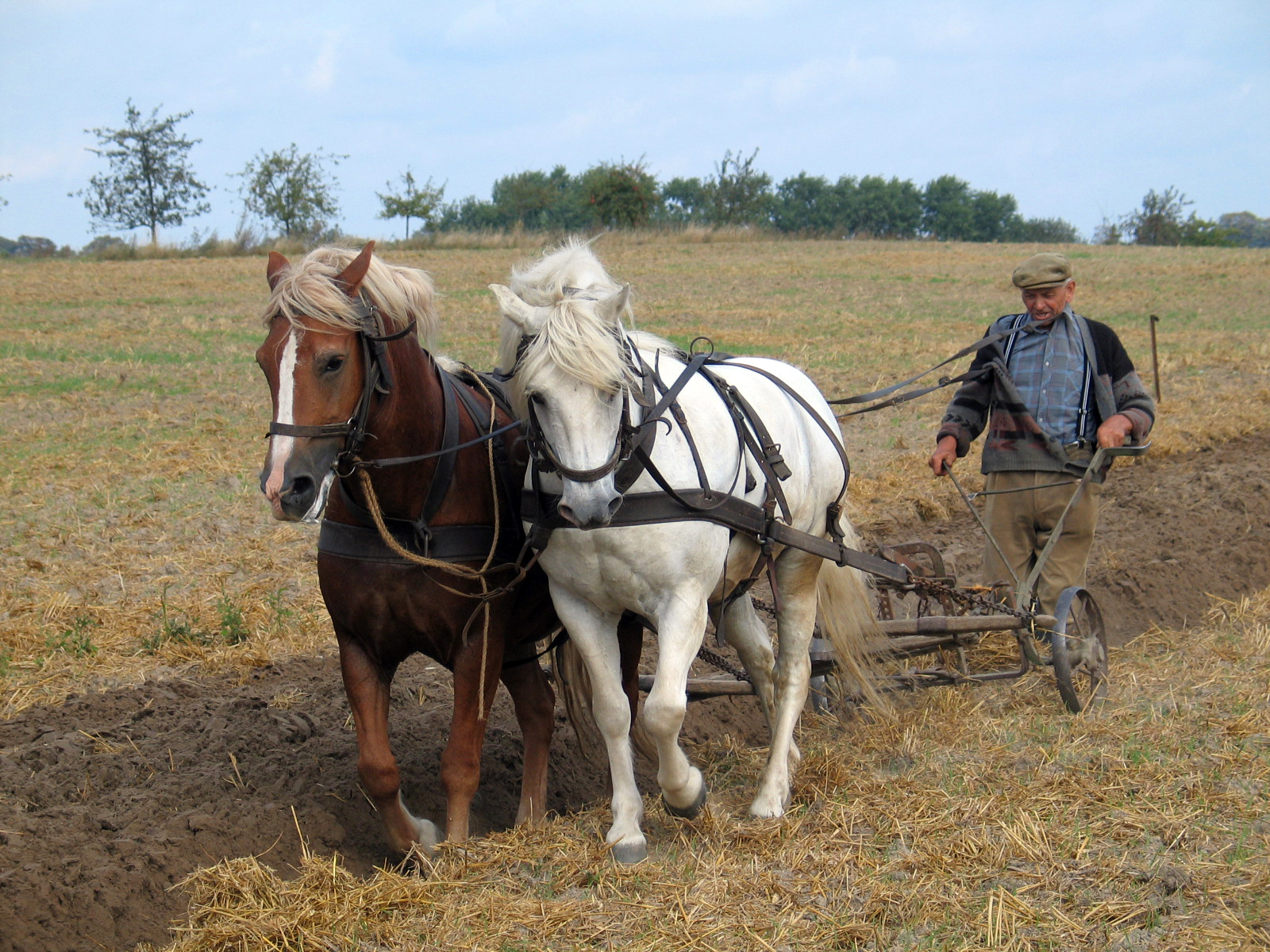
Німецький фермер (Мекленбург-Передня Померанія) за традиційним плугом, 2004

Плуг — сільськогосподарське знаряддя з широким металевим лемешем або диском для оранки землі.
Плугом орали ґрунт перед тим, як засіяти його сільськогосподарськими культурами. У літописах плугом також означають одиницю оподаткування родини, її обчислювали за кількістю волів у господарстві. Вісім волів становили «плуг» — штучну одиницю оподаткування. Плуга́та́р, плуга́р — інші назви орача.
Рало (орало, соха) — з часів давніх слов'ян назва дерев'яного плуга.

## Етимологія
Українське плуг походить від прасл. *plugъ, що не має загальновизнаної етимології. Згідно з однією з версій, це слово питомо слов'янське, і пов'язане з дієсловом *plužiti («тягти по землі», пор. чеськ. plouhati, ploužiti — «тягти по землі», пол. płużyć — «тягатися, волочитися, вештатися», укр. плуганити — «повільно йти»), що може походити від пра-і.є. *plou̯-, *pleu̯- («тягти», «текти», «лити», «литися»), а -g- у такому разі є суфіксом. Менш ймовірне виведення слов'янських форм від прагерм. *plōga, до якого сходять давн.в-нім. pfluog, pfluoc, дав.-ісл. plógr, пізнє давн-англ. plōg, plōh.

## Історія використовування

### Доіндустріальна епоха

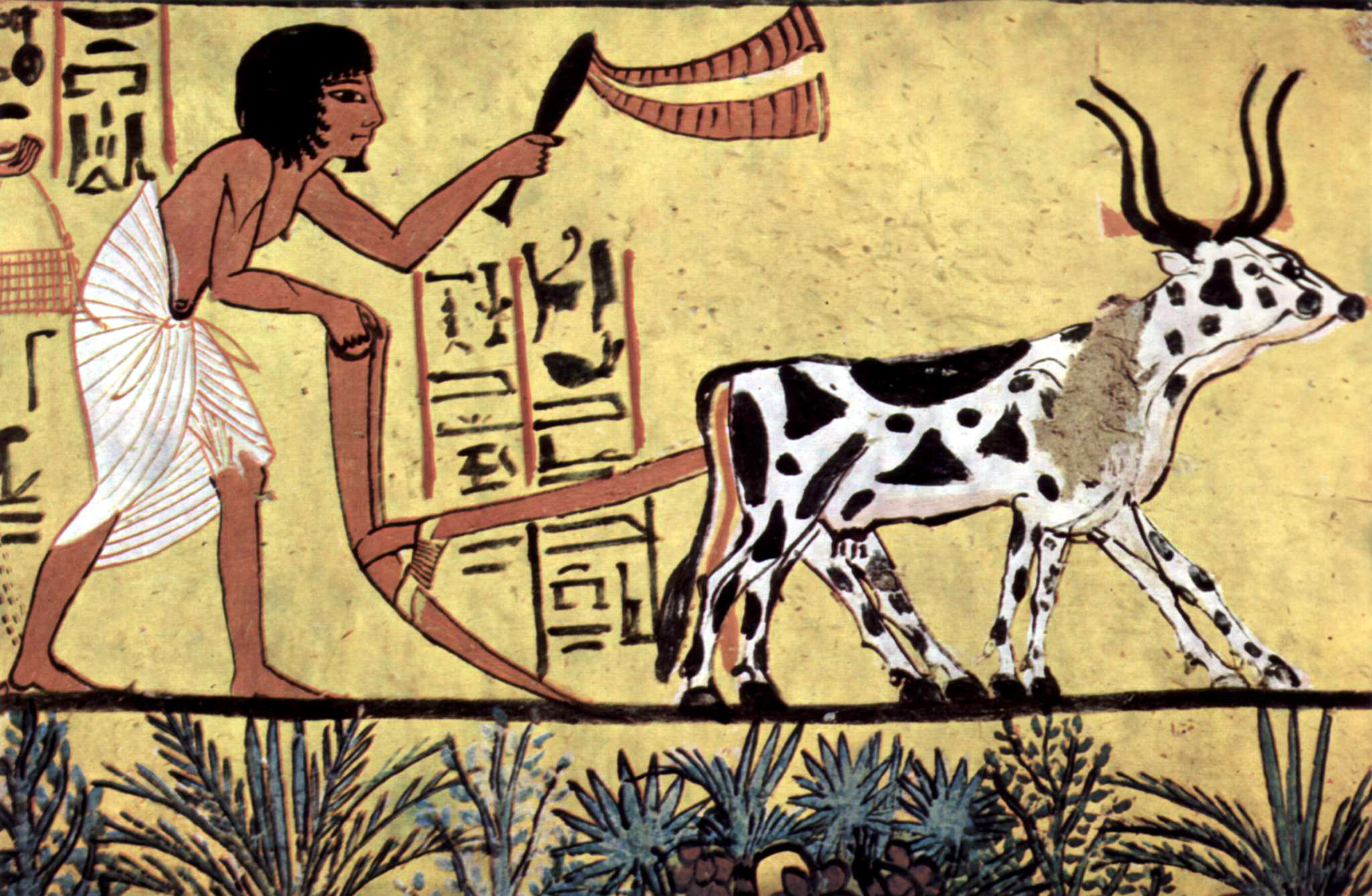
Давній єгиптянин із плугом, малюнок із поховальної камери Сеннедем

Коли з'явилося сільське господарство, земля оброблялася вручну, або за допомогою мотик, імовірно, вперше у Стародавньому Єгипті на м'яких родючих ґрунтах берегів Нілу, де щорічні повені омолоджували ґрунт і полегшували його обробку. Щоб регулярно вирощувати зернові культури в менш родючих областях, нижчий шар ґрунту з поживними речовинами потрібно було підняти на поверхню.
Приручення волів у Месопотамії, можливо, вже у VI тисячолітті до н. е., дало людству достатню тягову силу, необхідну для розвитку знарядь для оранки.
Найперші плуги називають ралами. Вони мали дуже просту будову і являли собою раму (дишло, дишель, гряділь), яка тримала в собі вертикально закріплений шматок дерева (кописть), який волочили крізь верхній шар ґрунту. Як кописть, так і дишель могли вироблятися з одного шматка дерева, про що свідчить, наприклад, сиракузька бронзова монета. Для зміцнення робочого кінця кописті стали застосовувати леміш-нарольник.
Стародавні форми плуга відомі за вавилонськими і староєгипетськими зображеннями, наскельними малюнками у північній Італії та південній Швеції (що відносяться до 2-го тисячоліття до н. е.), а також за знахідками древніх плугів в торф'яниках на території сучасної Польщі. Раніше 1 тисячоліття до н. е. плуг був відомий також у Стародавньому Китаї. Найдавніший залізний леміш знайдено у Китаї і він датується близько 500 років до н. е.

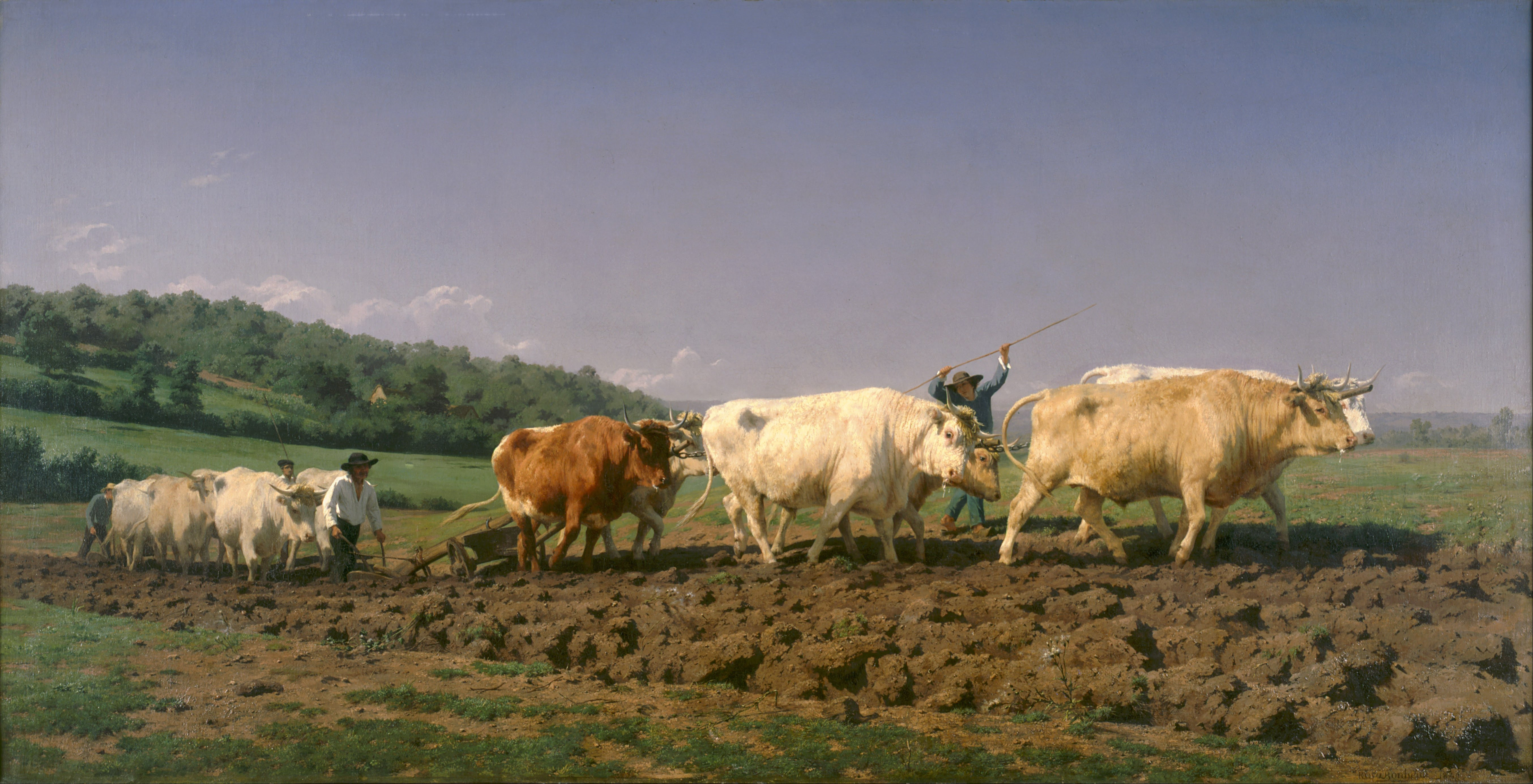
Орання запряжками з трьох пар волів. Картина Рози Бонер Орання в Невері, 1849 р., Музей д'Орсе

Стародавні римляни винайшли відвал, який відкидав землю в бік, ховаючи бур'яни і залишки попереднього врожаю під шар землі, в той самий час витягуючи поживні речовини на поверхню. Такий плуг міг також використовуватися на вологій землі, вода стікала по борознах, залишених плугом. Крім цього, римляни поставили перед плуга на колеса (колісний передок, колішня), що дозволяло регулювати глибину ходу плуга, і застосували ніж-чересло, розміщуваний перед лемешем для розрізання ґрунту.
На самому початку відвали робилися з дерева у вигляді довгастого чотирикутника. Спереду їх прикріплювали до стійки, а позаду до підошви (полоза, польової дошки) і до одного з руків'їв плуга за допомогою дерев'яної або залізної зв'язки. Оскільки до дерева земля налипає сильніше, ніж до металу, то згодом стали робити відвали з чавуну або заліза і надавати їм форми місцями увігнутої, місцями опуклої, отже відвал являв собою вигнуту гвинтоподібну поверхню.
Першим комерційно успішним плугом з використанням залізних частин слід вважати «Ротерамський плуг», розроблений Джозефом Фольямбе (Joseph Foljambe) 1730 року в місті Ротерем, Королівство Великої Британії. Він був міцним, легким, створений за математичними розрахунками шотландського конструктора Джеймса Смолла. Плуг дозволяв зрізати, підіймати і перевертати шар землі.

### Промислова революція

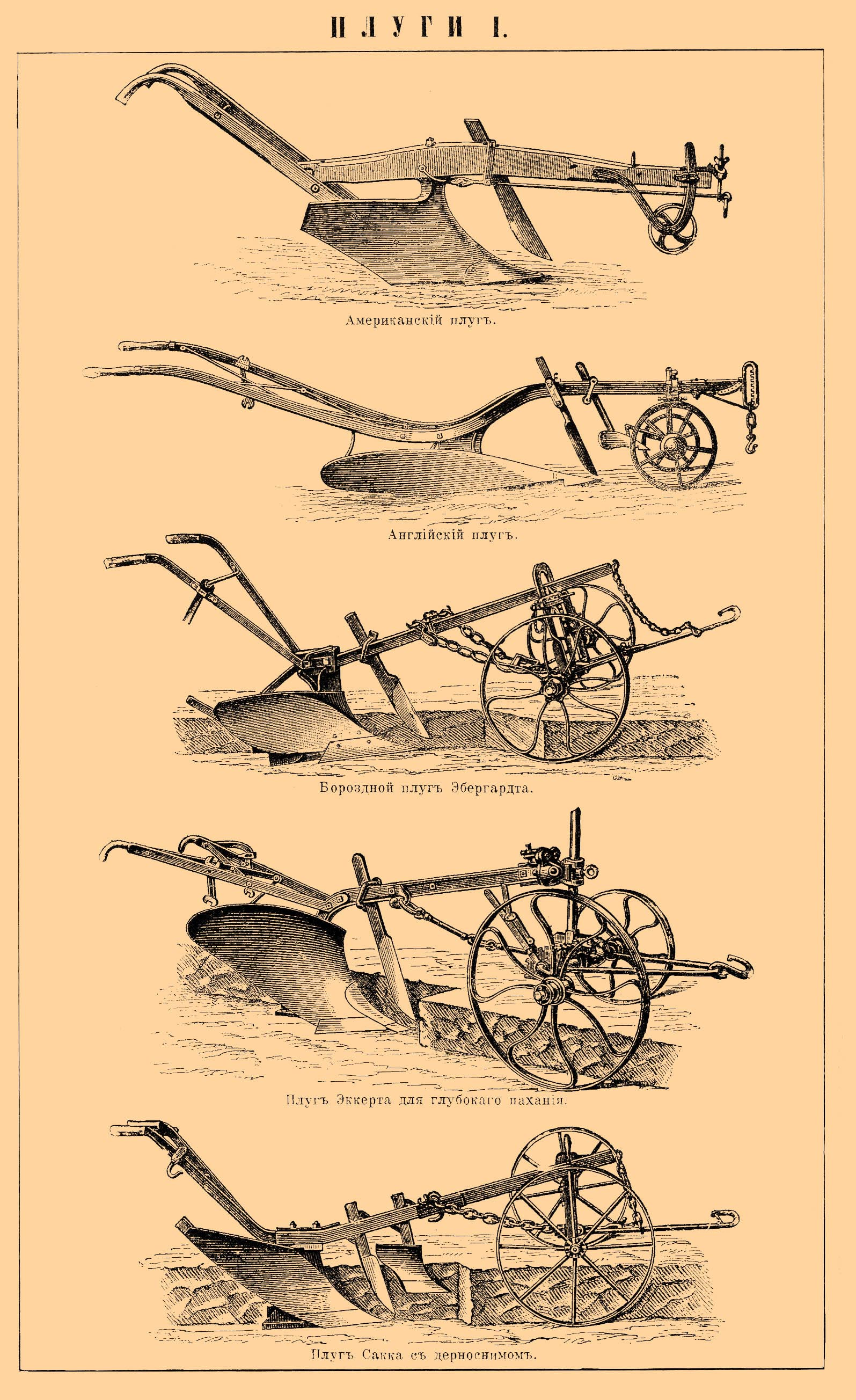
Конструкції плугів кінця 19 — початку 20 століття

Сталеві плуги з'явилися в добу промислової революції. Вони були легшими і міцнішими тих, що виготовлялися із заліза або дерева. Перший сталевий плуг винайшов американський коваль Джон Дір в 1830-х роках. До того часу дишло, що кріпилося до упряжі тварин, було пристосоване так, що колесо в передній частині плуга котилося по землі. Перші сталеві плуги управлялися пішою людиною. Керуючий йшов услід за плугом, тримаючись за обидва руків'я, і регулював напрямок і глибину борозни. Він також часто керував рухом тварин, які тягнуть за собою плуг. Пізніше з'явилися плуги, де керуючий вже сидів на спеціальному сидінні на колесах, а плуг мав декілька лемешів.
Один кінь, як правило, може тягти лише плуг для однієї борозни на чистому і м'якому ґрунті. Для обробки важчих ґрунтів потрібні два коні, один з яких йшов по борозні, а другий — по необробленій землі. Для плугів, що роблять дві і більше борозни, один або кілька коней мають іти по незораній землі, і навіть це дається їм насилу. Зазвичай таким коням дають десятихвилинний відпочинок кожні півгодини.
З появою парового трактора (локомобіля) стало можливим використання його для оранки. У Європі урівноважені плуги на колесах тяглися дротяними канатами (як засіб передачі), керованими парою парових двигунів англійського інженера Джона Фоулера. У США твердий ґрунт рівнин дозволив пряме використання великих парових двигунів як тяглової сили. Часто бувало, що до десяти парових машин тягнули один великий плуг, що дозволяло зорати сотні акрів землі за день. Тільки парові машини могли рухати такі великі плуги. Коли з'явилися бензинові двигуни, вони не мали достатньої потужності як порівняти з паровою тягою.
В Австралії в 1870-ті роки винайдений спеціальний плуг для оранки земель під виноградники, названий «Стамп Джамп» (Stump-jump plough, буквально — «плуг-пеньостриб»). Його будова уможливлювала лемешу самому перестрибувати через шишкувате й дуже довге, випнуте на поверхню коріння евкаліптів. За допомогою такого плуга перші поселенці в долині МакЛарен обробляли усі найстаріші виноградники в регіоні.
Простіша система, створена пізніше, використовує увігнутий диск (або два), встановлений під великим кутом до напрямку руху. Увігнута поверхня утримує диск в землі, якщо під нього не потрапляє що-небудь тверде. Коли плуг натикається на корінь дерева або камінь, леміш плуга підстрибує, що дозволяло уникнути поломки плуга і продовжити оранку.

## Плуг XIX століття

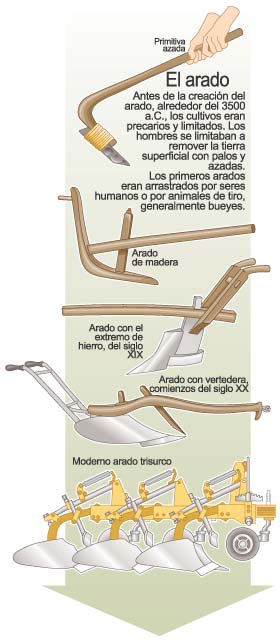
Еволюція плуга: ручна мотика, рало, плуг із залізним лемешем, плуг з лемешем і череслом, сучасний плуг

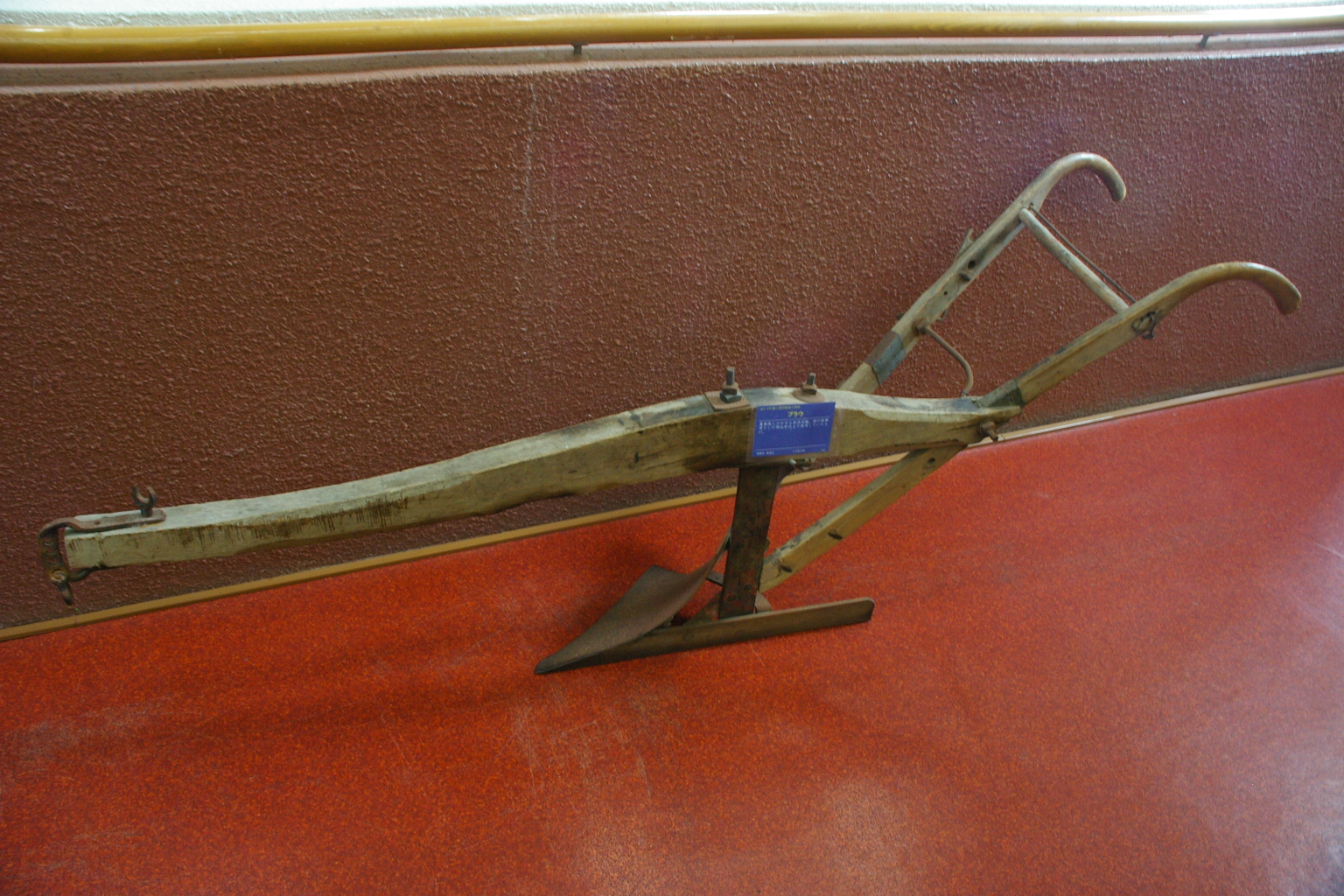
Звичайний плуг

### Рало
Рало — найдавніший плуг, пізніше — знаряддя для розбивання грудок зораної землі перед боронуванням. Воно складалось з таких елементів: жертки чи гридки — довгої жердини (гряділя, дишла, війя), на одному кінці якої кріпилося ярмо, на другому укріплялася кописть — великі зубці, загострені кілки; жертка і кописть з'єднувалися сто́вбами — дощечками, що проходили в отвори обох деталей; окрім того, між копистю та жерткою вставлялася жабка — розпірка з твердого дерева; на кінці жертки була ручка для управління; на кінці зубців кописті могли надівати нарольники — металеві лемеші.

### Соха
Соха складалася з розсохи — вертикальної основи у вигляді масивної вилки, на кінці якої надівали залізні лемеші, голобель, що з'єднували розсоху з хомутом коня, і привоїв — зв'язок, що з'єднували нижню частину розсохи з голоблями. Вся конструкція мала вигляд трикутника.

### Звичайний плуг
Плуг мав таку конструкцію: до орчика кінного запрягу (чи ярма волового) кріпився гряділь — поздовжній брус, на другому кінці якого укріплялись чепіги — дві довгі ручки, з'єднуючись з ним сто́вбами — дерев'яними дощечками, які проходили через отвори обох деталей; дерев'яного полоза із залізним лемешем — робочого елемента плуга; між чепігами і гряділем встановлювалася жабка — розпірка, ищо запобігала опусканню гряділя й уможливлювала регулювати положення полоза з лемешем. Гряділь плуга в разі використовування волового запрягу називався війце.

### Колісний плуг
Колісний плуг на кінній або воловій тязі складався з таких деталей: гряділя — поздовжнього бруса, що кріпився за допомогою кільця (каблучки) й кілка (кочета) до колішні — колісного передка упряжі; підошви — основи для лемеша; двох, іноді однієї чепіг (руків'їв), що з'єдувалися з гряділем і підошвою; стовби — регульованої вертикальної короткої стійки, що з'єднувала гряділь з підошвою; чересла — вертикального ножа перед лемешем, що кріпився до гряділя; полиці (відвала) — деталі, що кріпилася до підошви і перегортала пласт; і лемеша — горизонтального ножа, що кріпився до підошви. Передок-колішня з'єднувався своїм дишлем (байловою, байлогою, байловкою) з кінною упряжкою чи ярмом, для кріплення дишля у вісь був вроблений брусок-ключ.

### Український плуг

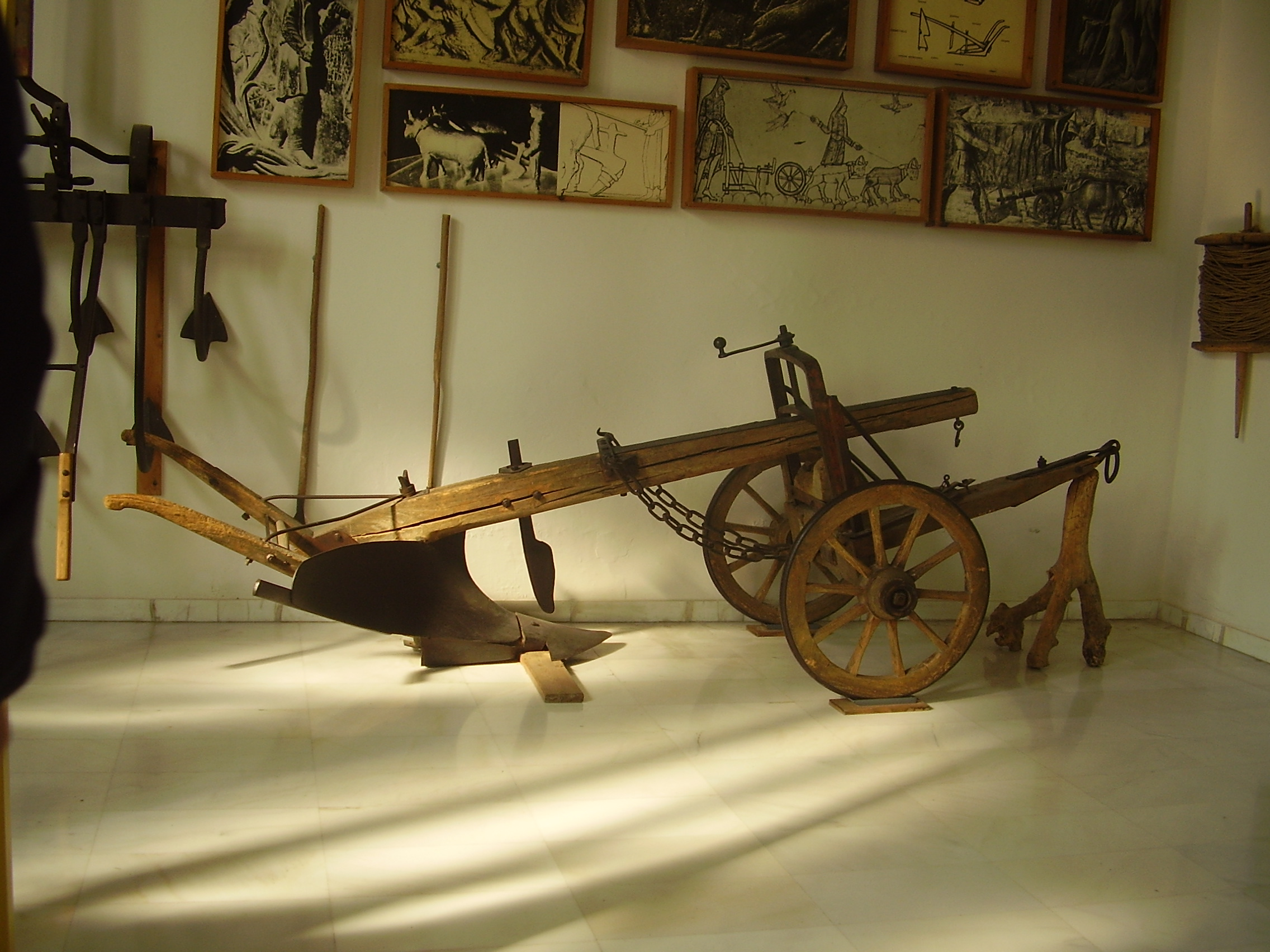
Давньоримський важкий плуг

На півдні Російської імперії здавна застосовували важкий дерев'яний плуг, який отримав назву українського.
Корпус українського плуга, так само, як у сохи, мав вигляд трикутника. Одним боком його слугував гряді́ль, другим — чепі́ги і полоз (замість розсохи і підошви), третім боком — стійка (замість сошних привоїв і стовби). Леміш плуга мав вигляд прямокутного трикутника з розширнем, і надівався на полоз. За лемешем кріпився відвал — зазвичай у вигляді чотирикутної видовженої дошки з пласкою поверхнею. Один її кінець кріпився мотуззям або цвяхами до стійки, другий — до правої чепіги. Попереду до корпусу кріпилося чересло: під час роботи воно вертикально відрізало скибу ґрунту, леміш її підрізав горизонтально і трошки припідіймав, відвальна дошка відсувала скибу убік та перевертала. Передній кінець гряділя встановлювався на колісному передку (також відомому як колішня́, колісня́, телі́жка), що складався з дерев'яної подушки, закріпленої на осі з двома колесами: праве, більшого діаметра, йшло борозною, а ліве, менше — цілиною. З передком гряділь з'єднувався за допомогою великого кільця — тяжа. З віссю передка було скріплене дишло для запрягання тварин. Тягли такий плуг зазвичай шість-сім волів. За словами очевидця, український плуг вражав своїми розмірами та вагою: «він вивертав великими брилами землю, в'язку і настільки тверду, що проста борона ніяк не змозі їх розрібнити».
Український плуг тільки перевертав верхній шар землі, але він не розпушував його. Для оброблення перегорнутих скиб застосовували рало, а остаточне поверхневе розпушування проводили за допомогою дерев'яних борін.
Час появи плуга з череслом, відвалом і колісним передком досі не встановлений. Наявні археологічні дані, які свідчать, що у східних слов'ян вже у IX столітті могли існувати такі плуги.

## Сучасний плуг

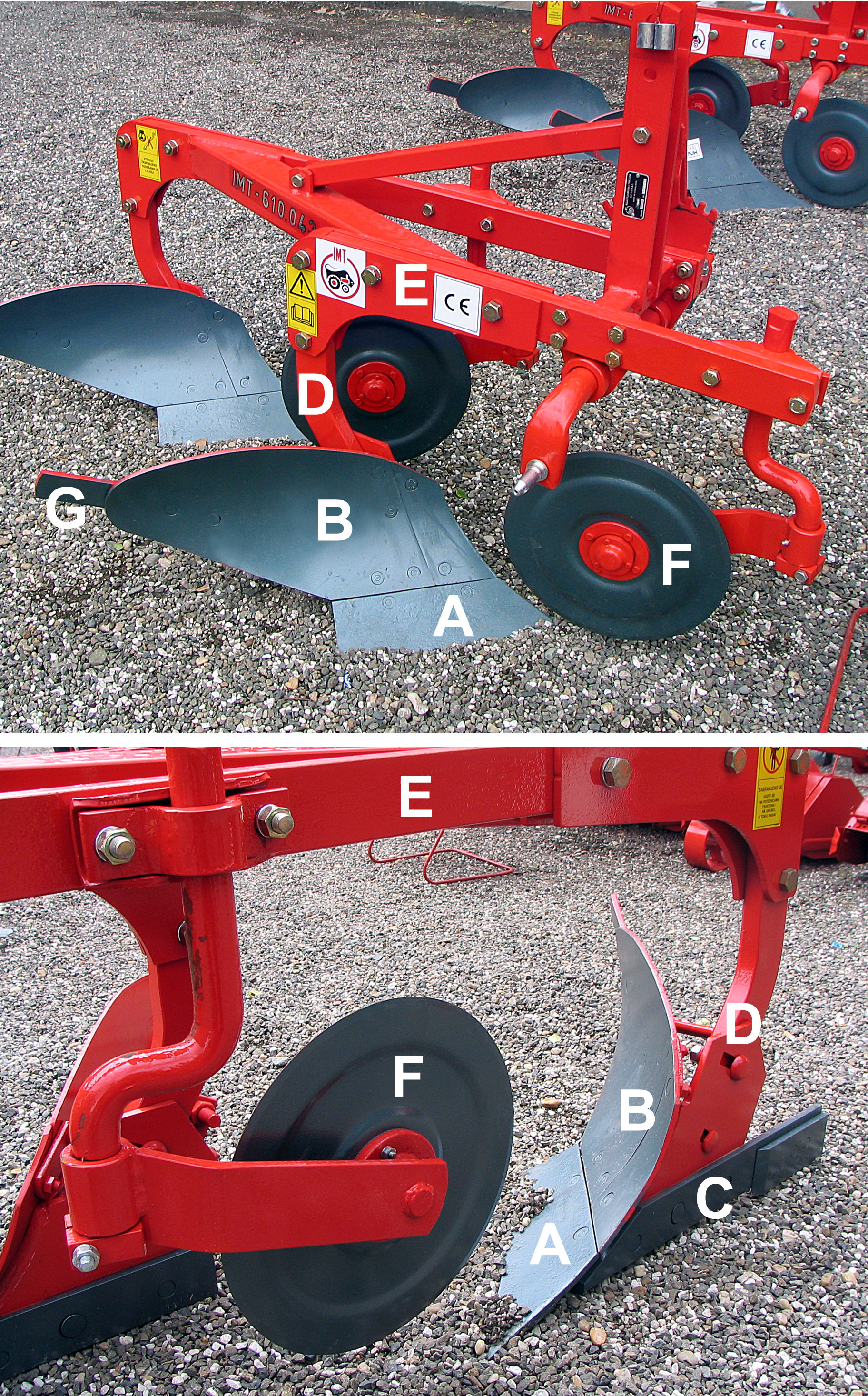
Будова плуга з дисковим череслом: A,B, C,D, G — корпус плуга (A — леміш, B — відвал, G — перо відвала, C — польова дошка з п'яткою, D — стійка), E — рама, F — чересло

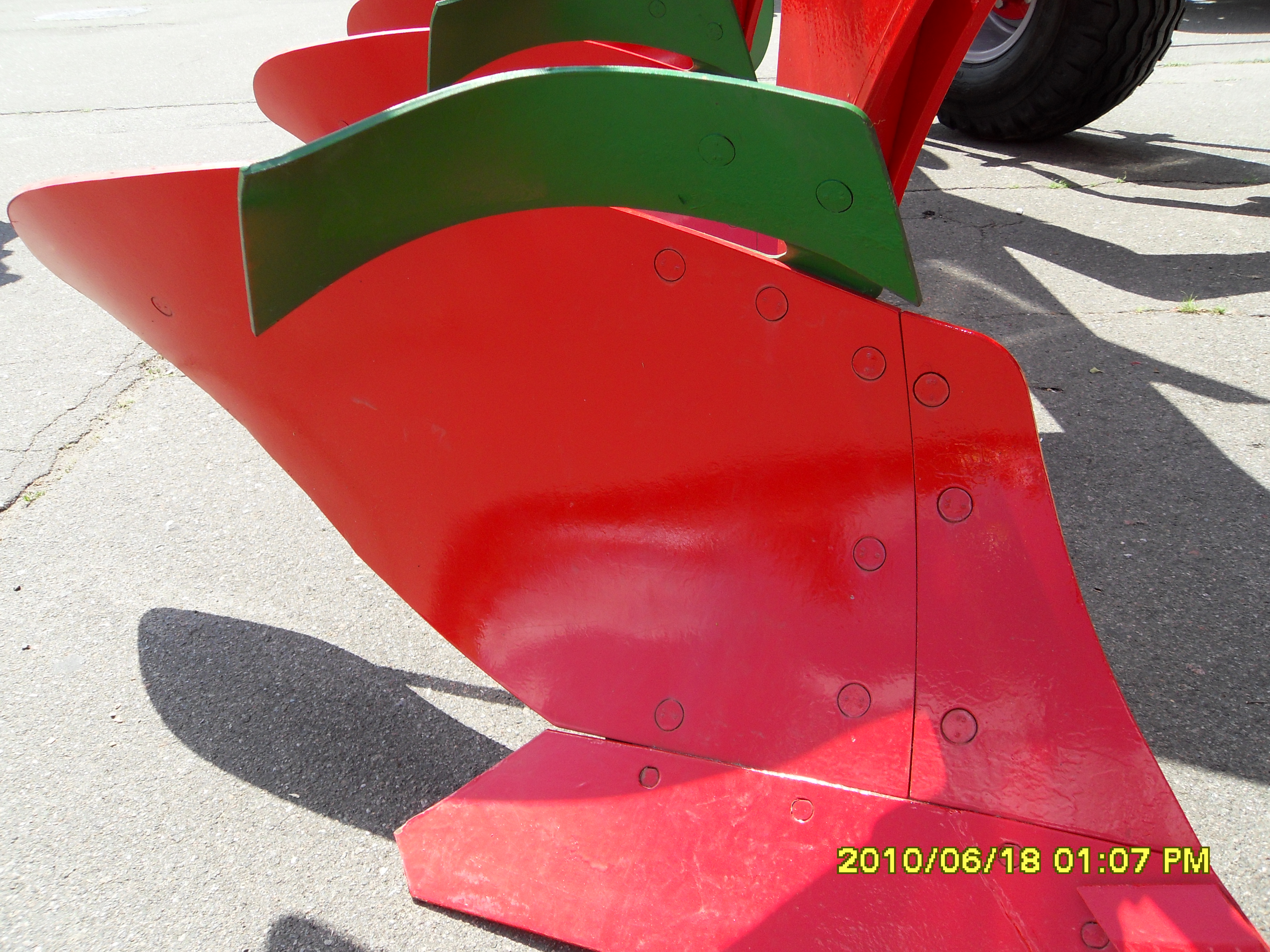
Корпус плуга. Зеленим пофарбований планковий зрізач

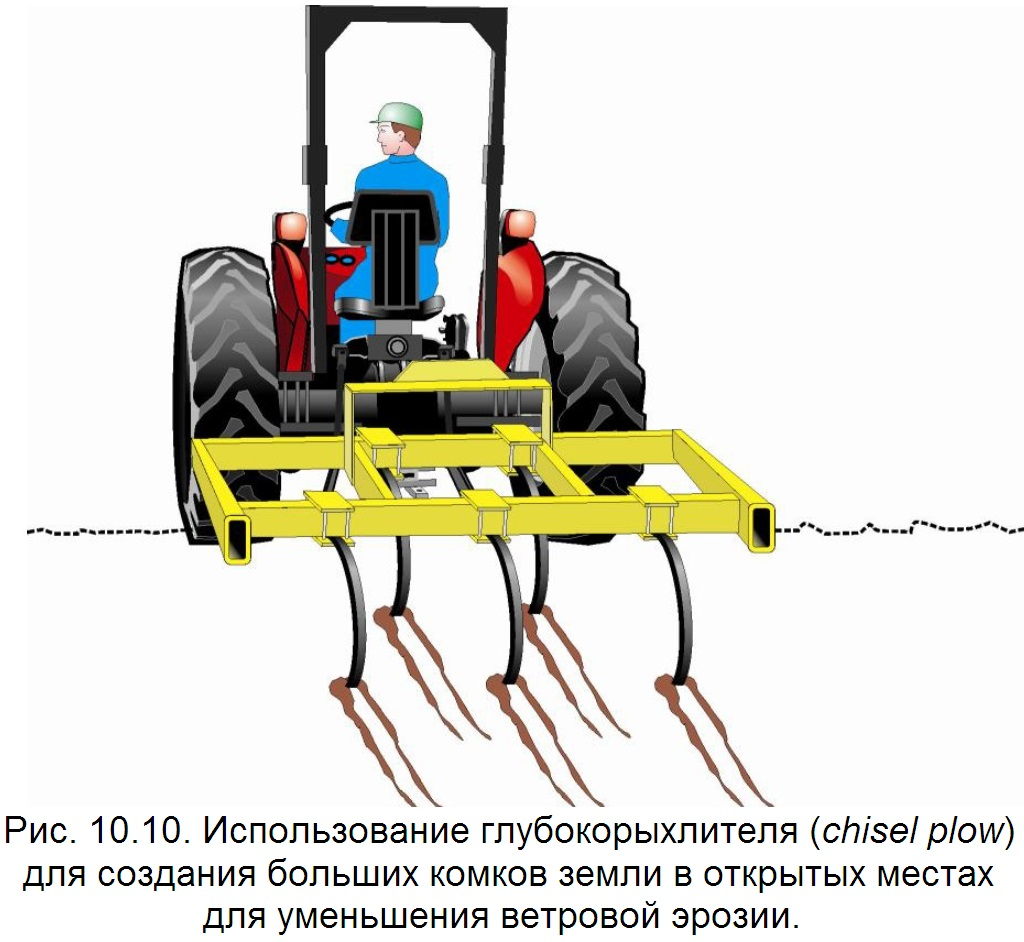
Чизельний плуг

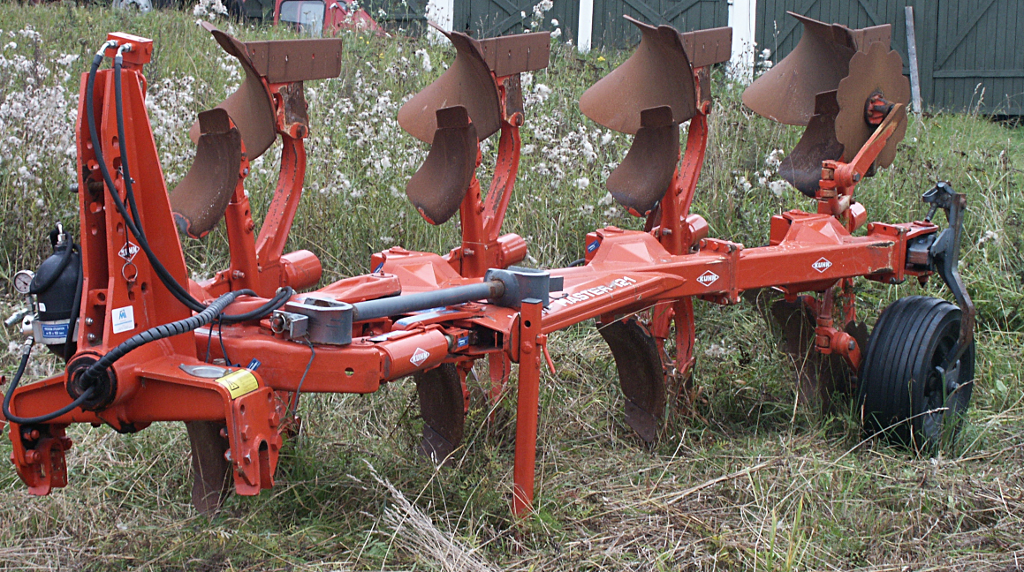
Оборотний чотириборозенний плуг

Конструкція плуга з ножовим череслом: 1 — гряділь;, 2 — триточкове навішування; 3 — регулятор глибини; 4 — чересло; 5 — долото; 6 — леміш; 7 — відвал

Усі плуги, що призначені для основної підготовки ґрунту, класифікуються за такими ознаками:
- за призначенням розрізняють — плуги загального призначення (сільськогосподарські); спеціальні (лісові, садові, чагарникові, чагарниковоболотні, плантажні, викопочні тощо);
- за типом робочих органів — лемішні (напоширеніші), дискові (для оранки важких ґрунтів та лісовідновних роботах), шнекові, ротаційні, чизельні, роликові й комбіновані;
- за видом тяги — кінні й тракторні (переважна більшість);
- за способом з'єднання з трактором — причіпні, начіпні, напівначіпні;
- за швидкістю обробки ґрунту — звичайні (швидкість обробки до 1,4 м/с) та швидкісні (швидкість обробки від 1,4 до 2,2 м/с і вище).

Сучасний лемішний плуг на тракторній тязі складається з таких елементів: рами, одного, але частіше кількох корпусів, передплужника, одного чи кількох чересел, опорних коліс, причіпного пристрою. Рама складається з гряділів — сталевих поздовжніх елементів (їхнє число зазвичай дорівнює числу корпусів), з'єднаних болтами з поперечними короткими розпірками, а по лінії розміщення корпусів з метою зміцнення конструкції проходить балка жорсткості. Корпус складається з польової дошки (полоза), п'ятки, відвала (полиці), стійки і лемеша.
Дискові (тарільчасті) плуги мають замість корпусів так звані «тарілки» — робочі елементи у вигляді кульових сегментів. Застосовується на важких ґрунтах і в лісовідновних роботах.
Ротаційні плуги мають обертові робочі органи — ротори, що приводяться в дію від вала відбору потужності. Залежно від розташування осі обертання і конструкції самого ротора існує кілька типів ротаційного плуга:
- За розташуванням осі обертання розрізняють плуги з вертикальною чи горизонтальною віссю обертання, перпендикулярною чи паралельною поздовжній осі симетрії агрегату.
- За конструкцією ротора виділяють такі плуги:
  - Лопатеві — мають робочий орган у вигляді обертового диска з 1-2 парами лопатей.
  - Лопаткові — мають робочий орган у вигляді обертового вала із закріпленими по гвинтовій лінії лопатками.
  - Барабанні — мають робочий орган у вигляді барабана з розташованими на ньому попарно ножами. Під час роботи вони переносять скиби дозаду і догори, де їх перегортає спеціальний відбивач, який може мати різну конструкцію (жорсткий штовхач, пружна пластина чи комбінований).
  - Шнекові — мають робочий орган у вигляді гвинта (шнека).

Чизельний плуг чи чизель (від англ. chisel — «долото», «різець») лише умовно можна віднести до плугів, оскільки він тільки розпушує ґрунт, не перегортаючи скиб. Замість лемешів на такому плузі-розпушувачі застосовують спеціальні різці, закріплені на стійках рами. Ззаду до рами кріпиться зубчастий опорний коток.
Роликовий плуг має замість відвалів спеціальні ролики, які зменшують тяговий опір плуга.
Традиційні плуги можуть перевертати землю тільки в одному напрямку, що направляється відвалом (полицею) лемеша. У результаті дії плуга утворюються гребені ріллі між борознами, схожі на грядки. Цей ефект спостерігається і на деяких полях, оброблюваних в стародавні часи.
Зараз використовуються і оборотні плуги — вони мають два комплекти плужних корпусів «дзеркальної» конструкції на одній рамі. Оборотний плуг не робить ніяких додаткових операцій з пластом. Його використання дозволяє орати «човниковим» методом: кожний наступний прохід впритул до попереднього. При проході один комплект корпусів працює, другий «дивиться в небо». Після проходу і розвороту агрегату «дзеркальні» корпуси з допомогою гідравліки міняються місцями і при другому зворотному проході нові борозни відвалюються в ту саму сторону, що й вперше. Така схема оранки дозволяє отримати однорідну зорану поверхню з гребенями, орієнтованими в одну сторону (гладка оранка). Крім того, економиться час і паливо на переїздах між загонами.
При оранці звичайним плугом половина загону має гребені праворуч від борозни, половина — гребені ліворуч. При цьому в центрі загороди утворюється або подвійний гребінь (при оранці «у звалювання», коли агрегат починає рух зсередини загону і ходить по дедалі ширшій спіралі), або подвійна борозна (при оранці «врозвал», коли агрегат починає рух з краю загону і ходить по дедалі вужчій спіралі).
Оборотний плуг під'єднується до трактора за допомогою триточкового навішування. Звичайні плуги мають від 2 до 5 відвалів, але напівзакріплені плуги, підняття яких підтримується колесом з діаметром в половину довжини плуга, можуть мати до 18 відвалів. Гідравлічна система трактора використовується для підняття і перевороту плуга, а також для регулювання ширини і глибини борозни. Тракторист все ще має регулювати зчеплення плуга, так щоб він йшов під потрібним кутом. На сучасних тракторах глибина і кут оранки встановлюються автоматично.
Мета оранки полягає в перемішуванні шарів ґрунту, збагаченні її киснем, позбавленні від бур'янів та деяких бактерій. Закопані бур'яни розкладаються в землі і слугують компостом. Широке поширення виноградників, плодових насаджень і лісопосадок вимагало створення спеціального плантажного плуга, який орав би землю на більшу, ніж звичайний плуг, глибину (до 100 см), що сприяє створенню сприятливіших умов для розвитку коренів рослин. Плантажний плуг може мати подвійні лемеші на різній глибині, ґрунтопоглиблювач та інші робочі органи, що глибоко розпушують ґрунт. Конструкція плуга дозволяє також поліпшити водний режим ґрунту та зменшити вилуговування поживних речовин із його верхніх шарів. Одночасно з плантажною оранкою може проводитися внесення органічних і мінеральних добрив.

## Інше
Слово «плуг» вживається в назвах інших пристроїв і механізмів, що працюють за схожим принципом:
- Ножний плуг[en] — знаряддя для ручного розпушування землі, яким працюють як лопатою чи лоєм.
- Відвальний плуг — гірнича машина.
- Залізничний плуг — пристрій для руйнування залізничних колій під час війни відповідно до тактики «спаленої землі», щоб зробити їх непридатними до використовування противником.
- Сніжний плуг — вживана в деяких країнах назва плужного снігоочисника, відвал якого працює аналогічно відвалу плуга.
- Мінний плуг — вживана в деяких країнах назва мінного трала.

### Одиниці вимірювання, пов'язані з плугом
- Верста — первісне значення реконструюється як «віддаль між двома поворотами плуга».
- Плуг — штучна одиниця оподаткування, обчислювана за кількістю волів у господарстві.
- Поплужне — поземельний податок від плуга.
- Пруг, упруг — міра орної землі, що визначалася як площа, що її можна було зорати за одну запряжку волів (дорівнювала 1/8 або 1/4 десятини)[24]. Також так називалася кожна чверть робочого дня[25].
- Югер — давньоримська міра площі, що визначалася як ділянка, яку можна зорати за день парою волів.

## У культурі
Плуг вважався символом копіткої праці: «пішов його плуг орати», «одно — творити язиком, а друге — перти плуга». Окрім того, в народному світосприйманні земля символізувала жінку, матір, а орання та сіяння — запліднення, тому в народних піснях фраза «нема кому за плугом ходити» означає «немає кому дівчину любити» («Ой у лузі, лузі стоять волики в плузі, та нікому воли погонити, та нікому за плугом ходити. Плугарі старії, погоничі малії»).
Прислів'я
- Хто на плуг налягає, без хліба не буває
- І піч панує, як плуг годує
- Для милого друга — й вола з плуга
- Бодай воли живі були, а плуг поламався